# Natrijum oksalat
Natrijum oksalat je so natrijuma sa oksalnom kiselinom. Molekulska formula je . Pripada grupi oksalata.

## Osobine
Natrijum oksalat je bezbojni prah koji nije  higroskopan, i koji je umjereno rastvaran u vodi. U etanolu i sličnim organskim rastvaračima se gotovo nimalo ne rastvara.

## Dobivanje
Natrijum oksalat se može dobiti reakcijom sode i oksalne kiseline:
{\displaystyle \mathrm {H_{2}C_{2}O_{4}+2\ NaOH\longrightarrow \ Na_{2}C_{2}O_{4}+2\ H_{2}O} }
U industrijskim količinama se može praviti iz natrijum formijata pri temperaturi od 360 °:
{\displaystyle \mathrm {2\ HCO_{2}Na\longrightarrow \ Na_{2}C_{2}O_{4}+\ H_{2}} }
Javlja se u velikim količinama i kao nusprodukt industrijske proizvodnje aluminijum hidroksida. ("Tonerdehidrat").

## Upotreba
Može se upotrijebiti za standardizaciju rastvora kalijum permanganata, koji se upotrebljava kod titracija. Iz njega se može dobiti i natrijum-gvožđe(III) oksalat koji se koristi pri galvanizaciji. Upotrebljava se i u pirotehnici, jer boji plamen u žuto/narandžastu boju. U metalurgiji je našao primjenu kod prerade rude vanadijuma (prijelaz vanadijum pentoksida u natrijum vanadat). Takođe se koristi kao pomoćni materijal u tekstilnoj industriji i kao dodatak specijalnim cementima.